# مارموت تارباگان
مارموت تارباگان (نام علمی: Marmota sibirica) نام یک گونه از سرده مارموت است.